# Siltasaarenkatu
Siltasaarenkatu est une rue du quartier Kallio d'Helsinki en Finlande.

## Présentation
Orientée Sud-nord, Siltasaarenkatu est une rue commerçante et résidentielle  du quartier de Kallio. 
Longue d'environ 800 mètres, elle s'étend du nord du pont Pitkältäsilta jusqu'à l'église du Kallio.
Avec Unioninkatu, elle forme  l'axe de l'union.
La partie sud de Siltasaarenkatu entre Pitkältäsilla et Hämeentie est relativement fréquentée et fait partie de la zone de la place du marché de Hakaniemi. 
Entre les îlots urbains de l'Ympyrätalo et de l'Arenan talo, c'est-à-dire sur la courte section entre le croisement d'Hämeentie et de la Toinen linja, Siltasaarenkatu se rétrécit en un couloir de transport public à deux voies.

## Transports publics
Siltasaarenkatu est une plaque tournante du trafic local où se croisent plusieurs lignes de tram (3, 6, 7 et 9) à proximité de la station de métro Hakaniemi. 
De nombreuses lignes de bus reliant la place de la gare centrale d'Helsinki au nord-est traversent Siltasaarenkatu pour rejoindre Hämeentie.

## Rues croisées
- Pitkänsillanranta
- John Stenbergin ranta
- Paasivuorenkatu
- Hakaniemenranta
- Eläintarhantie
- Hämeentie
- Toinen linja
- Porthaninkatu
- Kolmas linja
- Neljäs linja

## Galerie

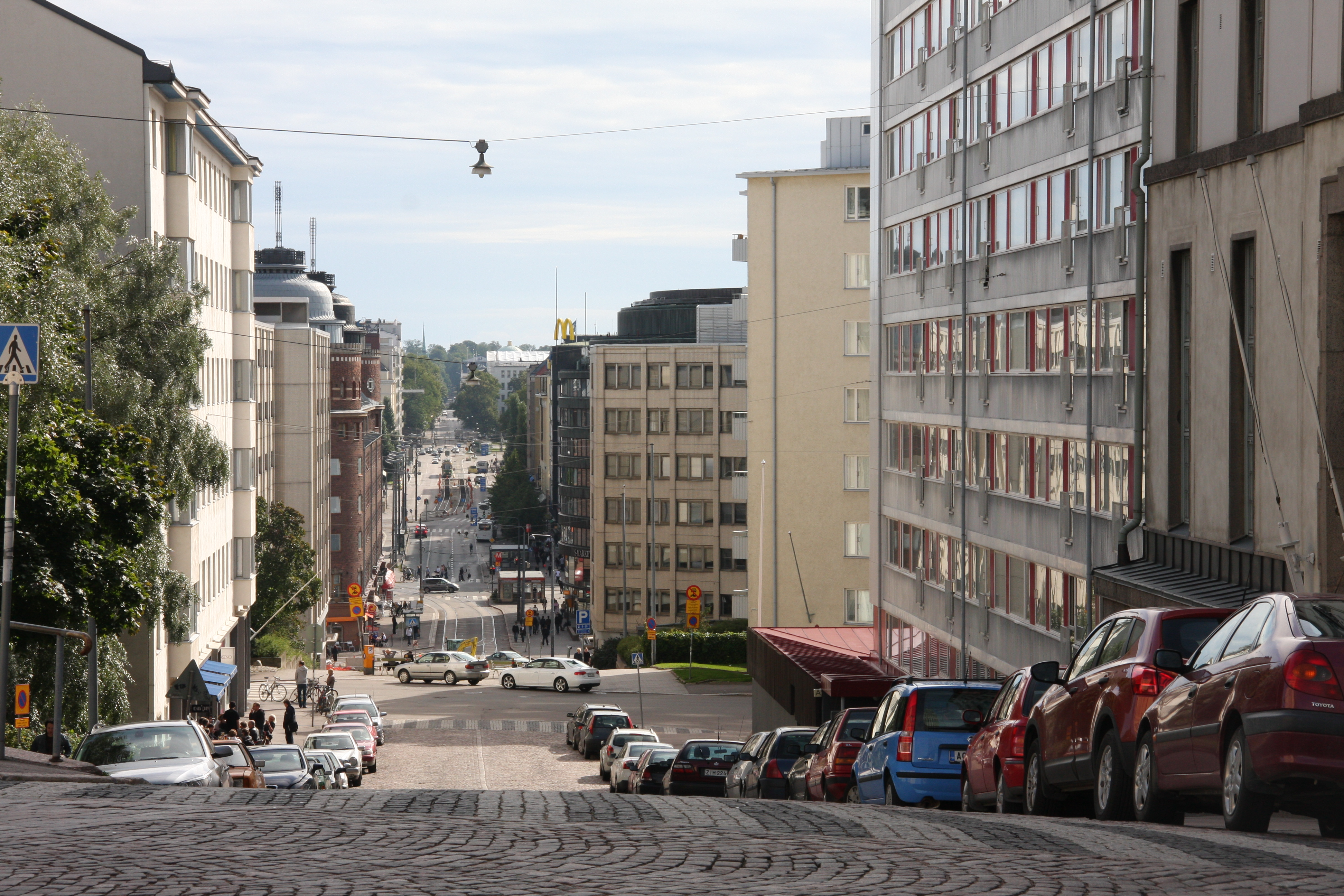
Siltasaarenkatu vue de l'église du Kallio.
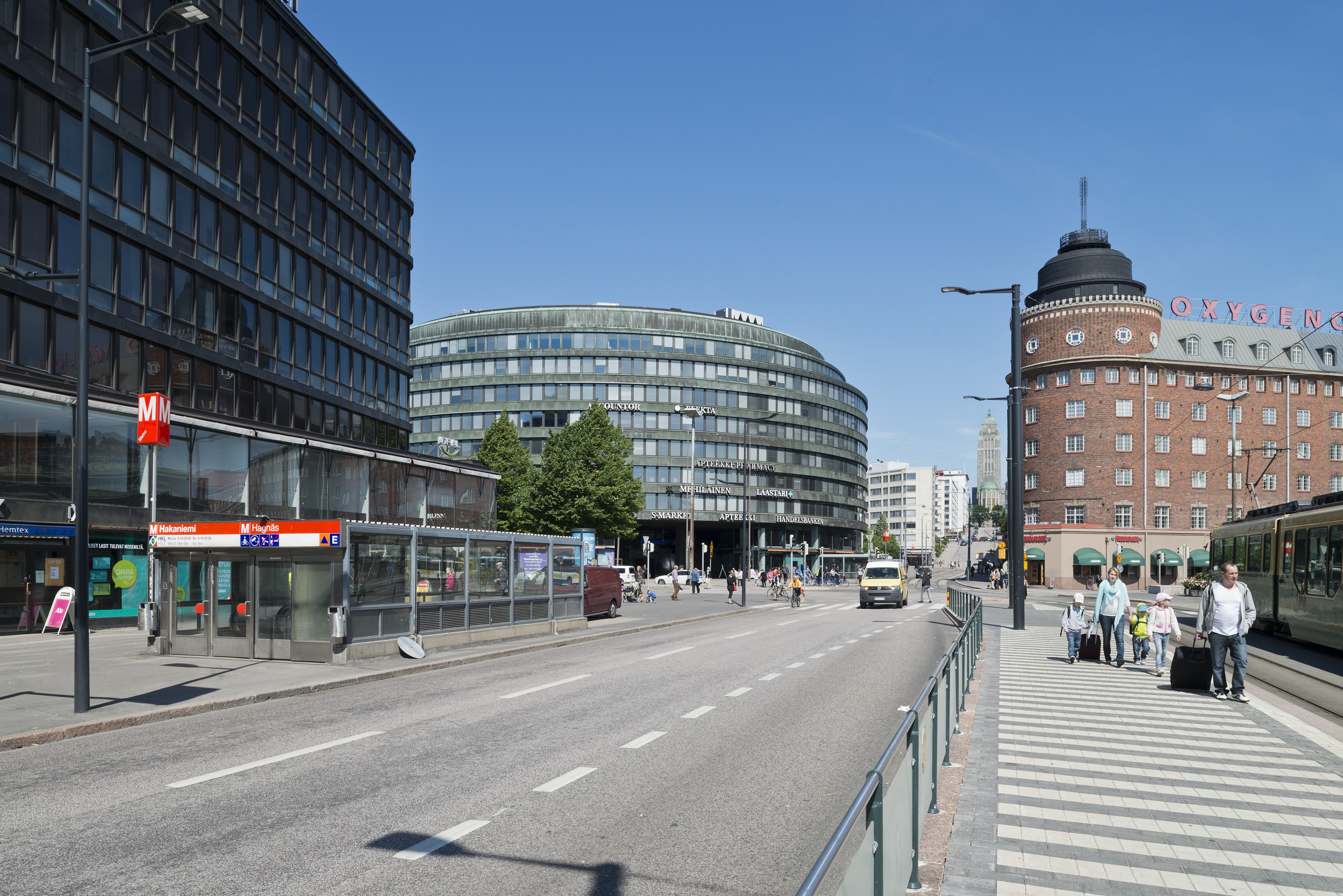
Entrée de la station de métro Hakaniemi.
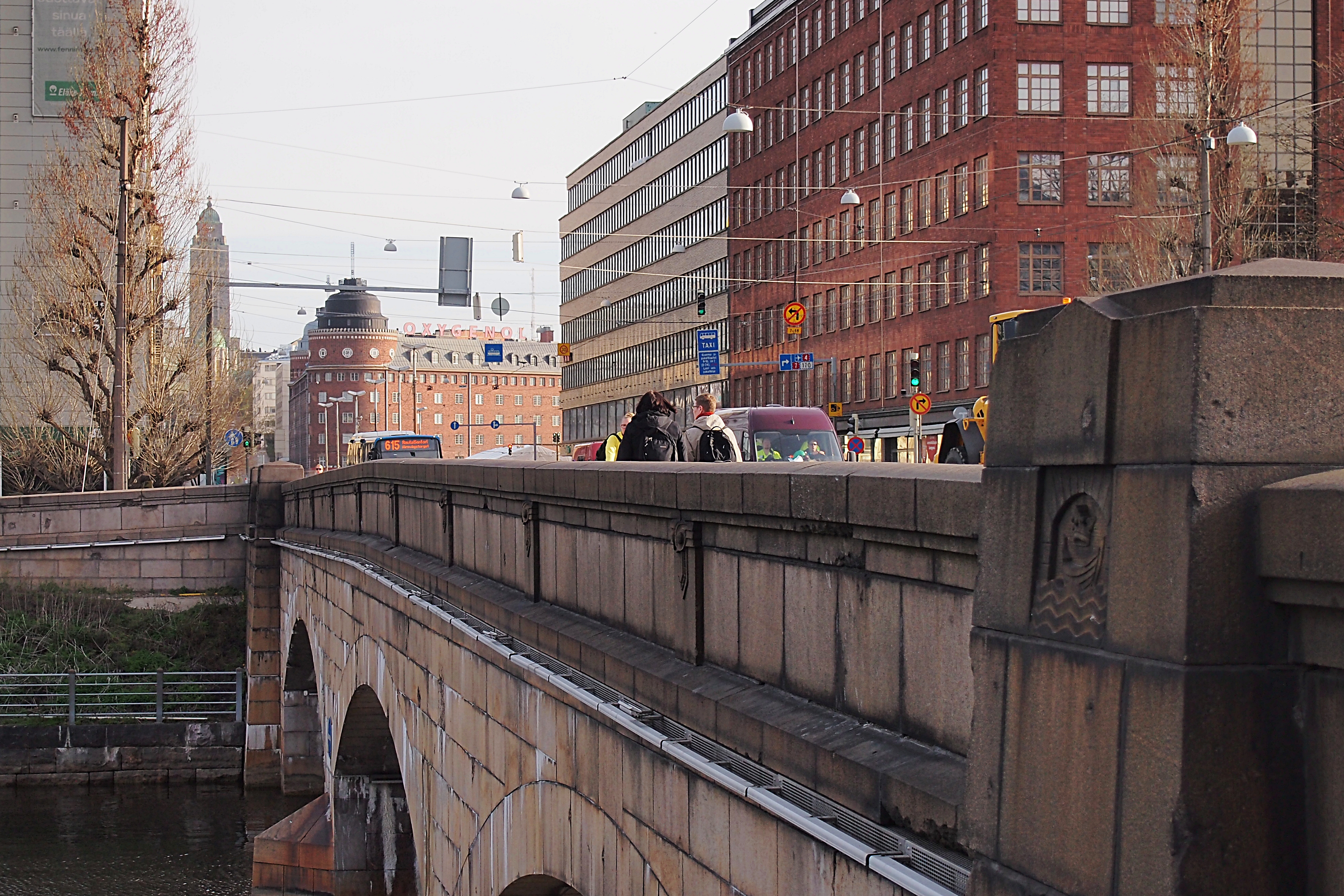
Siltasaarenkatu au nord de Pitkänsilta.
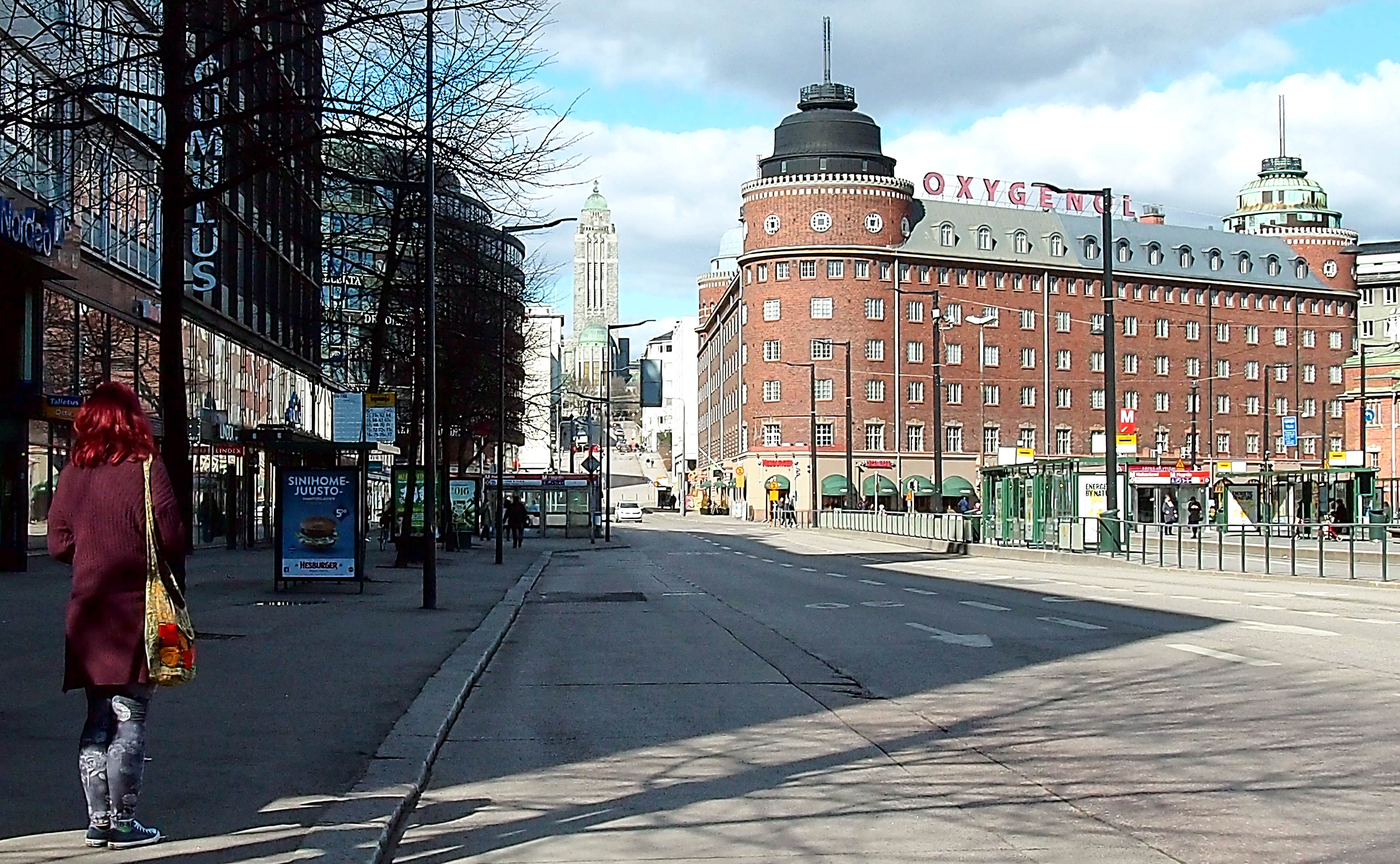
Siltasaarenkatu à son point le plus large. Le bâtiment en briques rouges est l'Arenan talo.
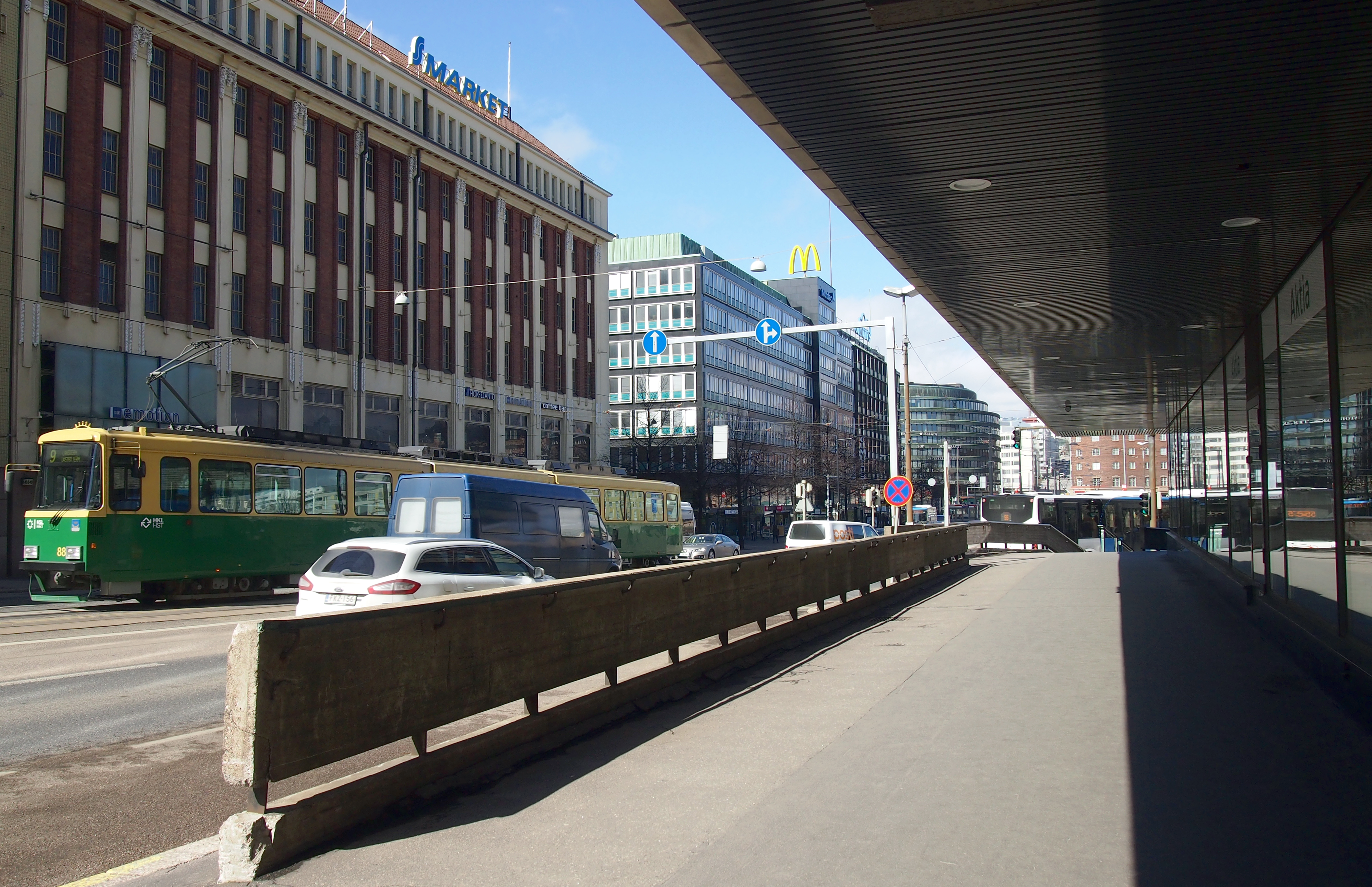
La partie sud de Siltasaarenkatu est relativement fréquentée.
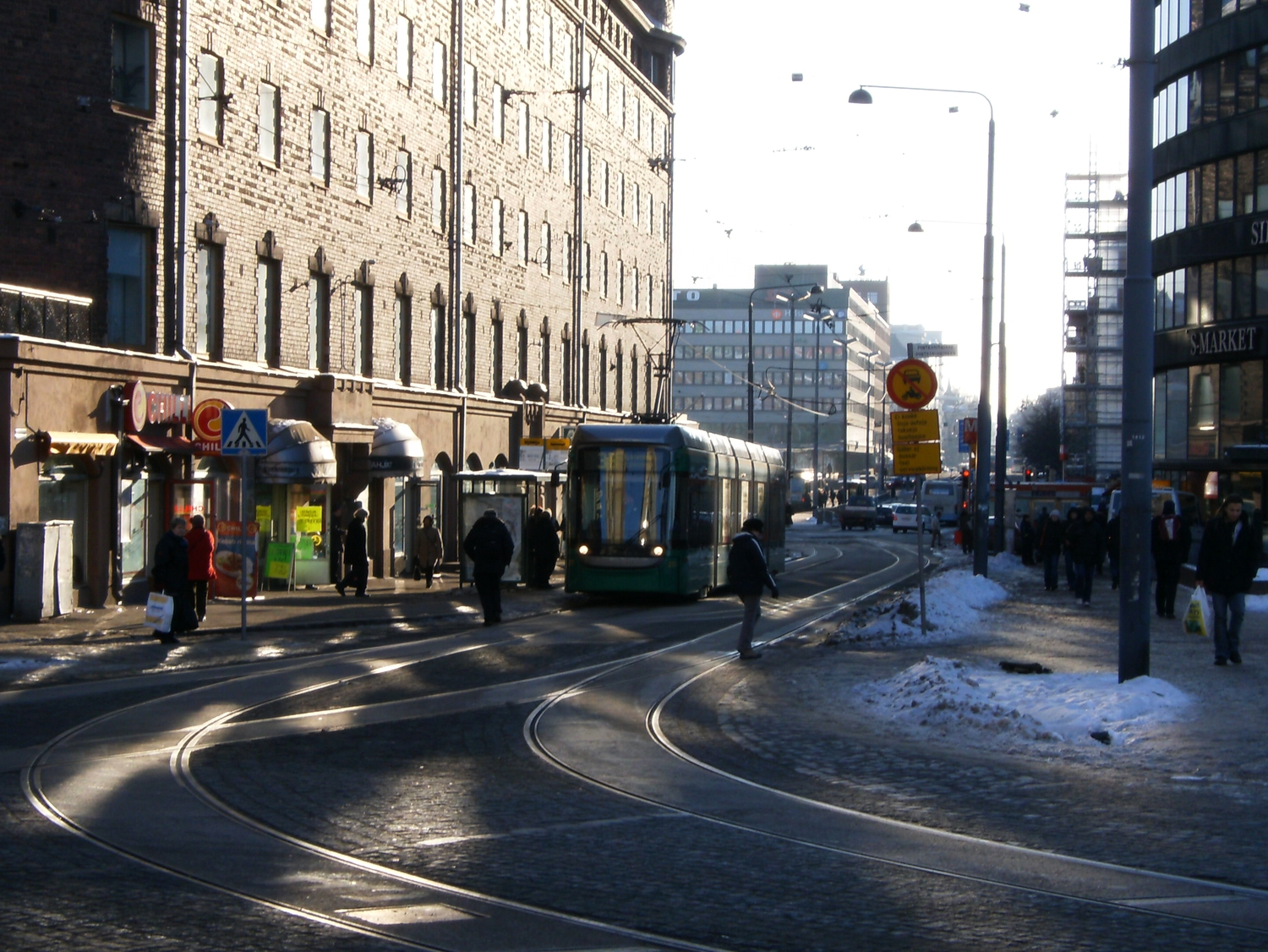
Tram devant l'Arenan talo.
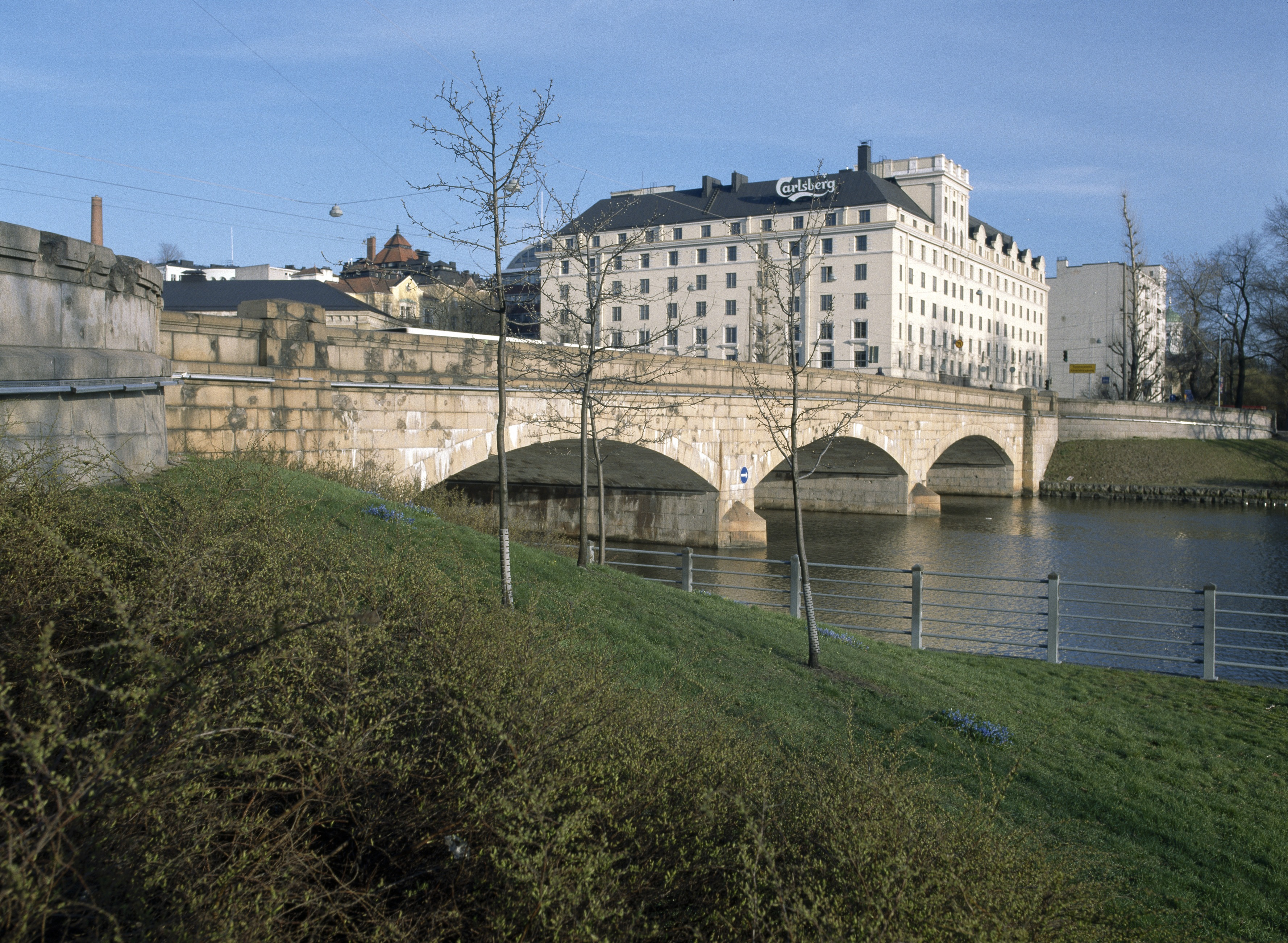
Le pont Pitkäsilta.
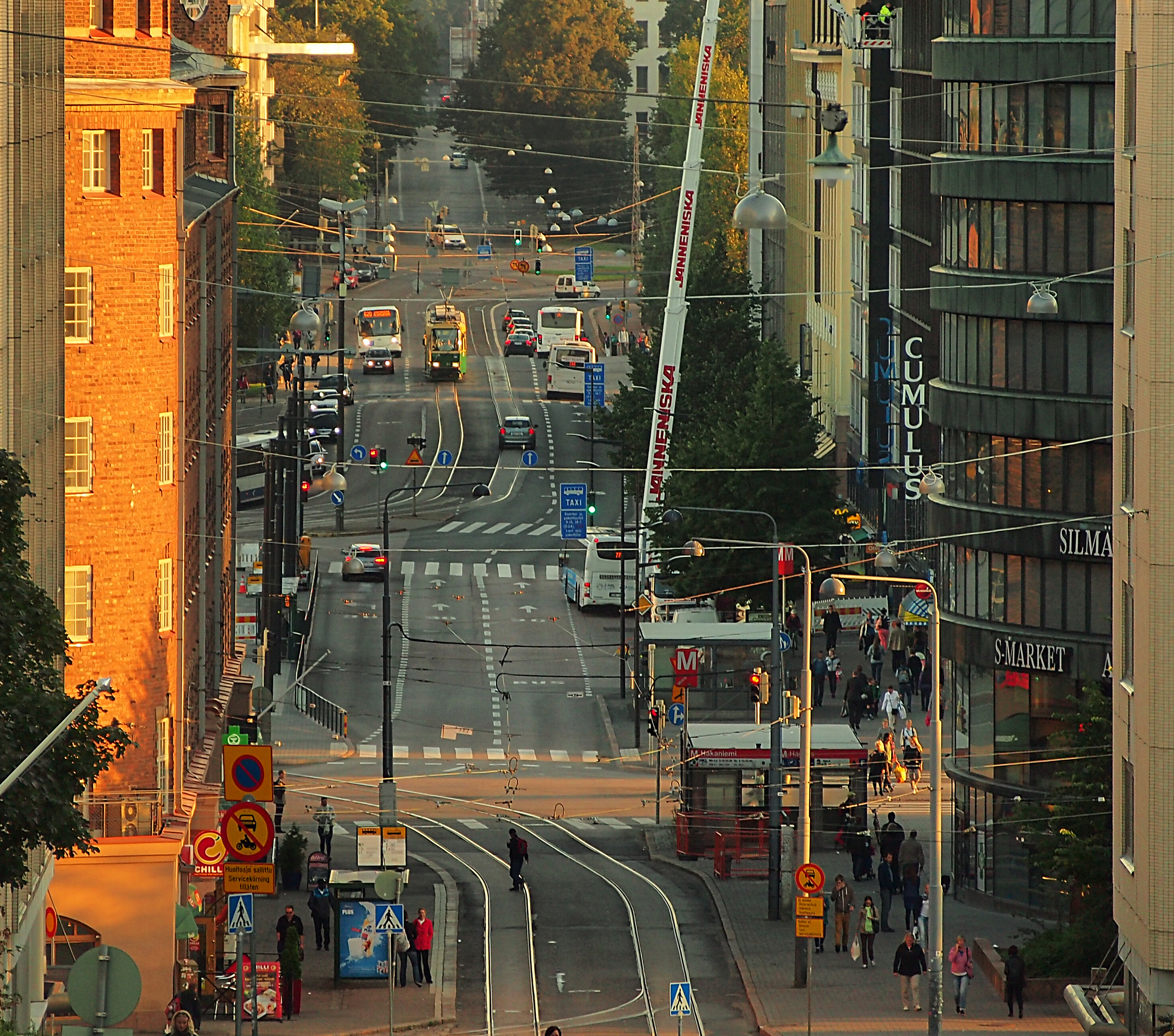
Siltasaarenkatu vu de l'église du Kallio